# Colobostema
Colobostema är ett släkte av tvåvingar. Colobostema ingår i familjen dyngmyggor.

## Dottertaxa tillColobostema, i alfabetisk ordning[1]
- Colobostema abbreviatum
- Colobostema albipharsum
- Colobostema altiscutum
- Colobostema angulosum
- Colobostema arizonense
- Colobostema autriquei
- Colobostema bihastatum
- Colobostema bijleveldi
- Colobostema biplectrum
- Colobostema brevipennis
- Colobostema brincki
- Colobostema caudiculum
- Colobostema chilcotti
- Colobostema commoni
- Colobostema crassiuscula
- Colobostema cyclum
- Colobostema demeijerei
- Colobostema dicentrum
- Colobostema dilemmum
- Colobostema divergens
- Colobostema diversum
- Colobostema dudai
- Colobostema fumipenne
- Colobostema hanstromi
- Colobostema hirsutum
- Colobostema hoffmannae
- Colobostema josephi
- Colobostema leechi
- Colobostema longicaudatum
- Colobostema lunata
- Colobostema luzonensis
- Colobostema martinezi
- Colobostema maximum
- Colobostema metarhamphe
- Colobostema nigripenne
- Colobostema nocturnale
- Colobostema occabipes
- Colobostema occidentale
- Colobostema pallidicornis
- Colobostema paracyclum
- Colobostema picticornis
- Colobostema pilosa
- Colobostema pulchripes
- Colobostema retusum
- Colobostema rhamphe
- Colobostema rotundum
- Colobostema stackelbergi
- Colobostema strobli
- Colobostema sziladyi
- Colobostema tonnoiri
- Colobostema torulosa
- Colobostema tribulosum
- Colobostema triste
- Colobostema truncatum
- Colobostema turkestanicum
- Colobostema turneri
- Colobostema ussuriense
- Colobostema wallacei
- Colobostema variatum
- Colobostema varicorne